# Giác ngộ trong Phật giáo
Giác ngộ (zh. 覺悟, sa., pi. bodhi), danh từ được dịch nghĩa từ chữ bodhi (bồ-đề) của Phạn ngữ, chỉ trạng thái tỉnh thức trong Phật giáo.

## Giải nghĩa củabodhivà Phật thành

### Đại thừa
Một trong các giải nghĩa của bodhi là lúc con người bỗng nhiên trực nhận tính Không (sa. śūnyatā), bản thân nó là Không cũng như toàn thể vũ trụ cũng là Không. Chỉ với trực nhận đó, con người mới thấu hiểu được thể tính mọi hiện tượng. Tính Không hiểu ở đây không phải sự trống rỗng thông thường mà nói về một thể tính vô biên không thể dùng suy nghĩ, cảm nhận để đo lường, nằm ngoài cặp đối đãi có-không. Tính Không này không phải là một đối tượng để một chủ thể tiếp cận đến vì bản thân chủ thể cũng thuộc về nó. Vì vậy, giác ngộ là một kinh nghiệm cá nhân không thể giãi bày. Con người chỉ đạt trạng thái giác ngộ khi họ đã biết tất cả (toàn giác), hiểu biết rõ ràng, đúng đắn bản ngã và thế giới xung quanh, đã nhận thức được tận cùng bản thể của vạn vật do đó không còn chấp thủ, hoài nghi và đạt đến một trình độ nhận thức được gọi là giác ngộ. Phương Tây dịch giác ngộ thành khai sáng (enlightenment) vì trong triết học phương Tây khai sáng là tự sử dụng trí tuệ của mình để nhận thức đúng đắn thế giới cũng giống như giác ngộ trong Phật giáo.
Phật Thích Ca Mâu Ni đã nói với đạo sĩ Brahmàyu:
"Những gì cần biết rõ, Ta đã biết rõ.
Những gì cần từ bỏ, Ta đã từ bỏ.
Những gì cần tu tập. Ta đã tu tập.
Do vậy, này Vị đạo sĩ, Ta là Phật"
Trích Trung bộ kinh, kinh Brahmàyu
Dù rằng cái thể của tính Không là một, nhưng người ta cho rằng có nhiều mức độ giác ngộ khác nhau. Nếu so sánh giác ngộ như phá vỡ một bức tường, thì có mức giác ngộ như chỉ hé mở một lỗ nhỏ và giác ngộ như Phật Thích-ca là phá vỡ hoàn toàn bức tường đó. Có vô vàn khác nhau giữa các mức giác ngộ, biểu hiện bằng sự rõ ràng chính xác của thiền giả đạt được. Dựa trên kinh nghiệm của các bậc giác ngộ, thế giới của sự giác ngộ không hề khác với thế giới hiện tượng của chúng ta, tất cả đều là một, Hiện tượng-Tính không, Tương đối-Tuyệt đối. Kinh nghiệm về cái tất cả là một này chính là kinh nghiệm về thể tính tuyệt đối đó. Trong Bát-nhã ba-la-mật-đa tâm kinh (sa. mahāprajñāpāramitā-hṛdaya-sūtra) chỉ rõ "sắc tức là không, không tức là sắc", tức là không hề có hai thế giới. Nhờ tình trạng giác ngộ sâu xa, hành giả từ bỏ được cái Ngã. Trong Thiền tông, một khi cái ngã đã chết ("đại tử") thì "đời sống" mới bắt đầu, đó là một cuộc sống tự tại và an lạc. Người điển hình đã giác ngộ hoàn toàn mà tất cả các Phật tử đều công nhận là vị Phật lịch sử Thích-ca Mâu-ni, cũng là người bắt đầu giáo hoá cho nên đạo Phật cũng được gọi là "đạo giác ngộ".
Mặc dù Thần thông, Tất-địa (sa. siddhi) là một dấu hiệu của sự tiến triển trong quá trình tu tập nhưng Phật khuyên không nên sử dụng - nếu có khả năng - và không nên coi trọng nó - nếu đang trên đường tìm Đạo, vì nó vẫn nằm trong thế giới hữu vi, chưa là biểu hiện của cái tuyệt đối, của chân như.